# Кузнецово (Белослудское сельское поселение)
Кузнецово — деревня в Красноборском районе Архангельской области. Входит в состав Белослудского сельского поселения.

## География
Находится в юго-восточной части Архангельской области на расстоянии приблизительно 10 км на юго-восток по прямой от административного центра поселения деревни Большая Слудка на правобережье реки Уфтюга.

## История
В 1859 году здесь (деревня Сольвычегодского уезда Вологодской губернии) было учтено 10 дворов. В деревне имеется часовня Илии пророка.

## Население
Численность населения: 53 человека (1859 год), 10 (русские 100 %) в 2002 году, 2 в 2010.